# Diaphanes
Diaphanes là một chi bọ cánh cứng trong phân họ Lampyrinae.

## Các loài
Các loài trong chi này gồm:
- D. citrinus
- D. exsanguis
- D. formosus
- D. guttatus
- D. lampyroides
- D. limbatus
- D. marginella
- D. mendax
- D. nubilus
- D. pectinealis